# Zamek w Sidrze
Zamek w Sidrze – nieistniejący prywatny zamek bastejowy z XVI wieku, zbudowany przez kasztelana trockiego Eustachego Bohdanowicza Wołłowicza herbu Bogoria w miejscowości Sidra w województwie podlaskim. W jego miejscu w 2. połowie XVII wieku Potoccy zbudowali pałac. 
Obiekt znajdował się w okolicach dzisiejszej ulicy Szkolnej i Kościelnej w Sidrze.

## Historia
Zamek został zbudowany przypuszczalnie w miejscu drewnianego dworu, który zbudował Bohdan Hrynkiewicz Wołłowicz, do którego Sidra należała od roku 1536. Po jego śmierci w 1539 roku Sidrę odziedziczył jego syn Eustachy Wolłowicz, podkanclerzy wielki litewski, który w 1566 roku uzyskał prawo założenia miasta i on zapewne około 1575 roku zbudował murowany zamek bastejowy. Rezydencja Wołłowiczów otoczona była budynkami pomocniczymi i drewnianym obwodem obronnym. 
W 1587 roku majątek Eustachego Wołłowicza odziedziczyła córka Regina będąca żoną kasztelana krakowskiewgo Seweryna Bonera. Po ich śmierci, w 1592 zamek odziedziczył syn wojewody Grzegorza Bohdanowicza Wołłowicza, cześnik litewski Piotr Wołłowicz, który przekazał go swojej córce Helenie Wołłowicz (zm. 1649), która w 1622 r. poślubiła cześnika Jana Hołowiczeńskiego, a w 1630 podstolego Krzysztofa Potockiego. W tym okresie zamek został przebudowany na pałac. Potoccy przekształcili obiekt na w pałac o wymiarach 14 x 31 metrów, dwutraktowy, z wieżą od północy i ryzalitem wielobocznym od zachodu. 
W 1636 r. Janusz Radziwiłł napisał list z Sidry, w którym informował o udanym polowaniu króla Władysława IV na niedźwiedzia. 
Po Krzysztofie Potockim Sidrę odziedziczył Krzysztof Sędziwój Potocki (zm. w 1683 r.), a po 1701 roku Konstancja Maria Anna, która została żoną podkanclerzego litewskiego Stanisława Antoniego Szczuki. Przypuszczalnie małżeństwo nie prowadziło większych prac w Sidrze, ponieważ byli skoncentrowani na budowie nowej barokowej rezydencji w Szczuczynie. Sidrę odziedziczyła ich córka Wiktoria, która w 1719 r. poślubiła generała Jana Stanisława Kątskiego. W 1741 r. Sidra ponownie znalazły się w rękach Potockich (choć innej gałęzi) w wyniku małżeństwa Marianny Kątskiej (córki Wiktorii i Jana) z generałem Eustachym Potockim. W 1771 r. w wyniku spadku Sidrę otrzymał Jerzy Michał Potocki, a w 1781 r. dobra te przejął jego brat marszałek litewski Ignacy Potocki. W 1804 r. dobra zlicytowano i do 1815 posiadał je Rajmund Rembieliński. W 1816 roku doszło do podziału i licytacji Sidry, w wyniku czego jej północną część z pałacem kupił Karol Antoni Husarzewski. Po Powstaniu listopadowym władze rosyjskie skonfiskowały majątek Adolfa Husarzewskiego za udział w powstaniu i rozparcelowały. Pałac zniszczono po roku 1863.

## Badania
Badania architektoniczne i archeologiczne prowadzone w latach 1970-1975 przez Annę Czapską odsłoniły zarysy dawnego zamku bastejowego Eustachego Wołłowicza. Zachowały się w ziemi kamienne fundamenty murów oraz fragmenty dwóch bastei. W północno-zachodniej części zamku pozostały piwnice i fragmenty ścian wielobocznej bastei ze śladami wnęk strzelniczych. Na podstawie dotychczasowych badań nie można ustalić zarysu całego pierwotnego założenia warownego.